# Esperanto Nederland

Logo van Esperanto Nederland

Esperanto Nederland is de landelijke Esperantovereniging van Nederland.

## Doel
De organisatie kent als cultureel doel het werken aan de oplossing van het taalprobleem in internationale betrekkingen en het vergemakkelijken van de internationale communicatie. Men heeft van oudsher het ideaal van een veeltalige en pluriforme Europese samenleving, met een gelijke behandeling van ieders taal en cultuur. De organisatie ondersteunt de bijzondere leerstoel Interlinguïstiek en Esperanto aan de Universiteit van Amsterdam. Tweemaandelijks verschijnt het verenigingsblad Fenikso (voorheen FEN'X; uitspraak: [FENiks]). Nederlandse Esperantisten nemen elk jaar deel aan het Esperanto-Wereldcongres van Universala Esperanto-Asocio UEA, de overkoepelende Wereld-Esperanto-Vereniging met hoofdkantoor in Rotterdam, het Wereldcongres van Sennacieca Asocio Tutmonda (SAT, arbeiders-Esperantisten), het Internationaal Jongeren-Congres (IJK, van TEJO, waarvan Nederlandse Esperanto-Jongeren, (NEJ) de Nederlandse afdeling is), soms het Internationale Kindercongres; ook de congressen van IKUE (katholieken) en KELI (protestanten), die ook Ecumenische congressen houden; van LIBE (visueel gehandicapte Esperantisten). De Nederlandse afdeling Nosobe (Nederlanda Societo de Blindaj Esperantistoj) geeft een internationaal gewaardeerd tijdschrift uit en komt enkele keren per jaar bij elkaar. 
In Nederland is naast UEA ook het Internationaal Esperanto-Instituut in den Haag actief, gespecialiseerd in onderwijs. Ook de succesvolle verzorgster van de meest uitgebreide Esperanto onderwijs-site woont in Den Haag.  Actieve plaatselijke clubs: Groningen, Alkmaar (met zangkoor Malvo), Eindhoven, Zutphen. Esperanto Nederland organiseert jaarlijks minstens twee studieweekends. Daarnaast is er een jaarlijkse culturele dag. Vele beginnelingen hebben de Duolingo-cursus doorgewerkt en leren hier spreken. Ook via het lesprogramma op pingveno.nl/cursus is het mogelijk om Esperanto te leren. Oefeningen worden via internet opgestuurd en nagekeken. 

## Geschiedenis
Esperanto Nederland is in 1994 opgericht door de Nederlandse Esperanto-Vereniging (Esperanto: Nederlanda Esperanto-Asocio, opgericht in 1905) en de Federatie van Arbeiders-Esperantisten (Federacio de Laboristaj Esperantistoj, opgericht in 1911). Een paar jaar later sloten ook de Nederlandse Groep van Onderwijzers over Esperanto (Nederlanda Grupo de Geinstruistoj pri Esperanto) en de Christelijke Unie van Nederlandse Esperantisten (Kristana Unuiĝo de Nederlandaj Esperantistoj) zich aan. Sommige van deze voorlopers ontstonden ruim een eeuw geleden, een tijd waarin Nederland nog sterk verzuild was, en dienden de diverse maatschappelijke groepen. Tot de fusie in 1994 werkten de verschillende Esperanto-organisaties samen in een federatie: Federatie van Esperanto-organisaties in Nederland, FEN.

## Groepen
De Nederlandse Groep van Esperanto-leraren (Esperanto: Nederlanda Grupo de Geinstruistoj pri Esperanto, NGGE) richt zich op onderwijs in het Esperanto en is aangesloten bij de Internationale Bond van Onderwijzers-Esperantisten, (Internacia Ligo de Esperantistaj Instruistoj, ILEI).
De christelijke groep KUNE is opgeheven. 

## Congressen
In 2008 is een Esperanto-Wereldcongres in Rotterdam georganiseerd. Vóór het ontstaan van Esperanto Nederland zijn in 1920 (Den Haag), in 1954 (Haarlem), 1964 (Den Haag), 1967 (Rotterdam), 1988 (Rotterdam) deze congressen georganiseerd.

## Internationale contacten
Esperanto Nederland is als landelijke vereniging aangesloten bij de Wereld Esperanto-Vereniging (Universala Esperanto-Asocio, UEA. 
De Europese Esperanto-Unie (Eŭropa Esperanto Unio, EEU) is actief in meerdere Europese landen. Esperanto Nederland heeft nu geen vertegenwoordiger meer in deze groep. De vereniging onderhoudt contacten met de Nederlandse Esperanto-Jongeren (Nederlanda Esperanto-Junularo, NEJ) en met de Wereldbond zonder Nationaliteit (Sennacieca Asocio Tutmonda, SAT).